# Estación de Valmaseda
Valmaseda (en euskera y según Adif, Balmaseda) es una estación ferroviaria situada en el municipio español de Valmaseda en la provincia de Vizcaya, comunidad autónoma del País Vasco. Forma parte de la red de ancho métrico de Adif, operada por Renfe Operadora a través de su división comercial Renfe Cercanías AM. Está integrada dentro del núcleo de Cercanías de Bilbao y pertenece a la línea C-4, que une la estación de Bilbao Concordia con la estación de La Calzada. Cuenta también con servicios regionales de la línea R-4f, que une Bilbao con León. En 2021 la estación registró la entrada de 116 537 usuarios, correspondientes a los servicios de cercanías y regionales de Media Distancia.

## Situación ferroviaria
La estación se encuentra en el punto kilométrico 8,8 de la línea férrea de ancho métrico de Bilbao a La Robla y León (conocido como Ferrocarril de La Robla). El reducido kilometraje se explica por el hecho de que el kilometraje se reinicia en Aranguren y continúa ascendente hasta Valmaseda. Se sitúa entre los apeaderos de La Herrera y La Calzada, a 160 metros de altitud. El tramo es de vía única y está electrificado a 1,5 Kv con alimentación por catenaria compensada. Según Adif, la denominación oficial de la línea a la que pertenece la estación es la 08-790 (Asunción Universidad-Aranguren).

## Historia
El proyecto definitivo del tren en la cuenca del río Cadagua fue presentado en mayo de 1888 por los ingenieros Víctor Chábarri, Manuel Allendesalazar, Enrique Aresti y Ramón Bergé, aprobándose en julio de ese mismo año. El ferrocarril fue declarado de utilidad pública, con una explotación por un periodo de 99 años. La Compañía ferroviaria del Cadagua se constituyó el 2 de julio de 1888 para su gestión. La línea debía partir en Zorroza, en la parada de Bilbao a Portugalete en este barrio.
La estación se inauguró el 27 de agosto de 1890, si bien hasta el 5 de diciembre de 1890 no fue abierta al tráfico de pasajeros. Al menos 96 000 pasajeros al año se transportaban y cuatro años después del inicio de las actividades se movían 219 504 pasajeros. El 1 de enero de 1914 la estación se adhirió al servicio internacional de paquetes postales, estando habilitada para recibir o expedir directamente paquetes postales en las relaciones con todos los países adscritos al mencionado servicio. El servicio no se prestaba a domicilio.
Durante 1928 se reformó el piso del depósito de la estación, construyéndolo de cemento, se reformó el almacén y se construyeron cobertizos para leña y arena. También se instaló un cuarto de socorro para curas de urgencia.
Tras la intervención de FEVE en la explotación ferroviaria en 1972, confluyeron en 1975 los ferrocarriles Bilbao-León con Bilbao-Santander en la estación de Aranguren. A partir de entonces, los trenes procedentes de León llegan a Iráuregi por la misma vía, quedando las variantes de Luchana y Robla sólo para trenes de transporte de carga.
Tras la clausura parcial de la línea Bilbao-León en 1994, los trenes finalizaban su recorrido en la estación de Valmaseda. El 19 de mayo de 2003 se reabrió al tráfico de viajeros el ferrocarril Bilbao-León con la implantación del servicio de Tren turístico de La Robla, así como la instalación de un tren regional diario por sentido.
Desde el 1 de enero de 2013 y tras la disolución de FEVE, el ente Adif es el titular de las instalaciones ferroviarias.

## La estación

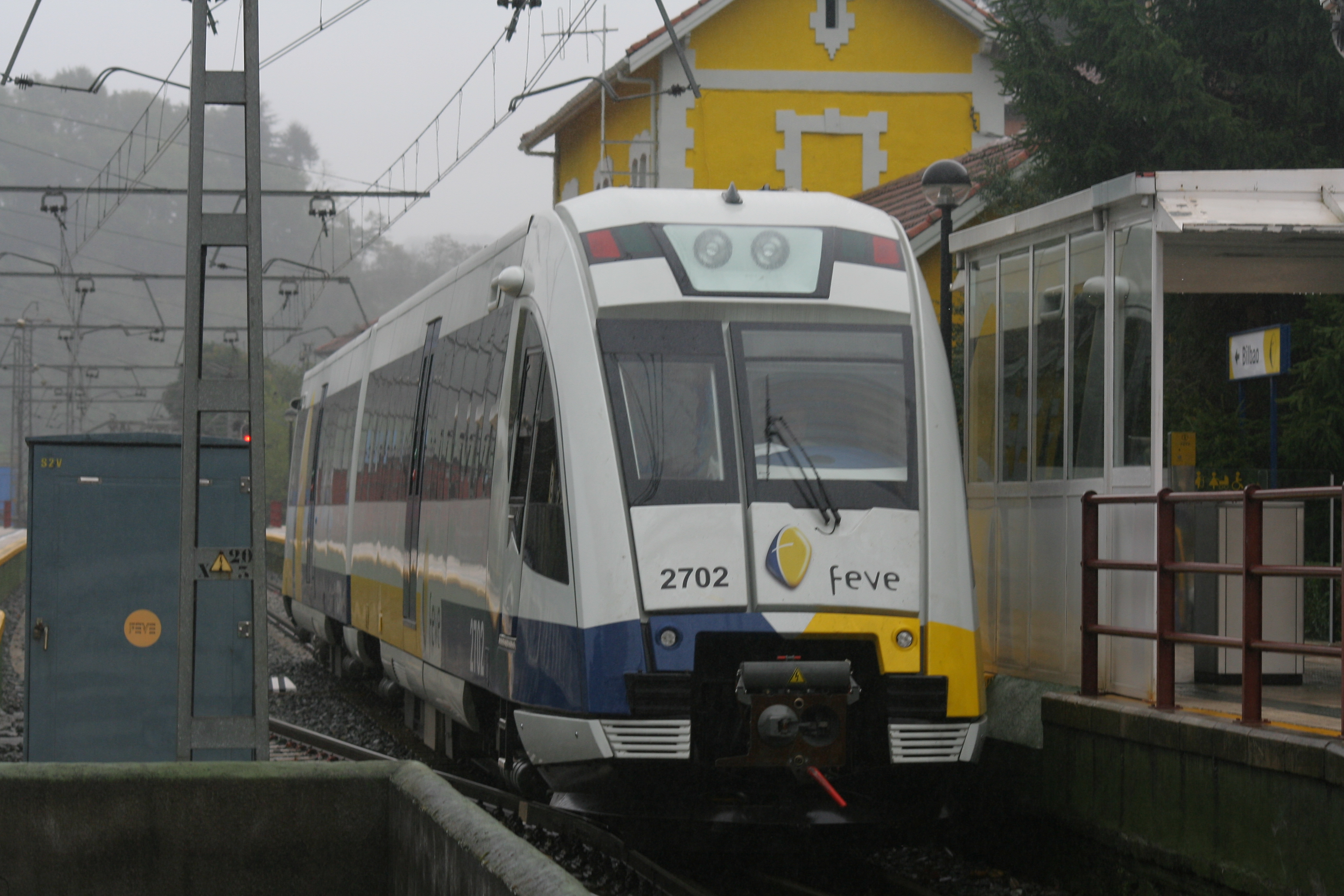
Una unidad eléctrica de la Serie 2700 de Renfe en la estación en 2009

El edificio de viajeros presenta disposición lateral a la vía, situándose frente a él la vía principal y seguidamente la vía derivada. El andén central tiene acceso a la vía derivada y a una vía auxiliar finalizada en toperas. Una cuarta vía finaliza en toperas al costado del edificio de viajeros. Está equipada con máquinas de validación y compra de billetes de viaje. Cuenta con sistemas de teleindicadores y megafonía de información. Los cambios de andén se realizan a nivel.
La estación se sitúa en un entorno urbanizado, por lo que la proximidad a algunas viviendas ha derivado en sentencias condenatorias por ruidos.

## Servicios ferroviarios

### Regionales
Los trenes regionales que realizan el recorrido León - Bilbao (línea R-4f) tienen parada en la estación. Su frecuencia es de 1 tren diario por sentido. En las estaciones en cursiva, la parada es discrecional, es decir, el tren se detiene si hay viajeros a bordo que quieran bajar o viajeros en la parada que manifiesten de forma inequívoca que quieren subir. Este sistema permite agilizar los tiempos de trayecto reduciendo paradas innecesarias.
Las conexiones ferroviarias entre Valmaseda y el resto de estaciones del recorrido, para los trayectos regionales, se efectúan exclusivamente con composiciones diésel de la serie 2700
| Línea | Origen/Destino   | Paradas intermedias | Destino/Origen |
| ----- | ---------------- | --- | -------------- |
|       | Bilbao Concordia | Amézola · Basurto Hospital · Zorroza-Zorrozgoiti · Iráuregui · Zaramillo · Sodupe · Aranguren · Aranguren-Apeadero · Zalla · Valmaseda · Arla-Berrón · Ungo-Nava · Mercadillo-Villasana · Cadagua · Bercedo-Montija · Quintana · Espinosa de los Monteros · Redondo · Sotoscueva · Pedrosa · Dosante Cidad · Robredo Ahedo · Soncillo · Cabañas de Virtus · Arija · Llano · Las Rozas de Valdearroyo · Montes Claros · Los Carabeos · Mataporquera · Cillamayor · Salinas de Pisuerga · Vado Cervera · Castrejón de la Peña · Villaverde-Tarilonte · Santibáñez de la Peña · Guardo-Apeadero · Guardo · La Espina · Valcuende · Puente Almuhey · Cerezal de la Guzpeña · Prado de la Guzpeña · La Llama de la Guzpeña · Valle de las Casas · Sorriba · Cistierna · La Ercina · Boñar · La Vecilla · Matallana · San Feliz · Asunción/Universidad · Ventas/San Mamés | León-Matallana |

### Cercanías
Forma parte de la línea C-4 (Bilbao - La Calzada) de Cercanías Bilbao. Tiene una frecuencia de trenes cercana a un tren cada treinta o sesenta minutos en función de la franja horaria. La cadencia disminuye durante los fines de semana y festivos. Los trayectos de esta relación se prestan con unidades eléctricas de la serie 3600 de Renfe.
| procedencia/destino | < estación | Línea | estación > | destino/procedencia |
| ------------------- | ---------- | ----- | ---------- | ------------------- |
| Bilbao Concordia    | Herrera    |       | La Calzada | La Calzada          |